# Les Deux Pucelles
Les Deux Pucelles est une tragi-comédie en cinq actes et en vers de Jean de Rotrou, représentée en 1636.

## Personnages
- Théodose, maîtresse d'Antoine
- Antoine, serviteur de Théodose
- Lindamor, confident d'Antoine
- Léocadie, maîtresse d'Alexandre
- Alexandre, serviteur de Léocadie
- Don Sanche, père de Léocadie
- Don Louis Adorne, Père d'Antoine
- Don Henri, père de Théodose et d'Alexandre
- Dorilas, hôtelier
- Alcione, hôtelière
- Filémond, valet d'Alexandre
- Trois voleurs
- Quatre archers

## Inspiration
La pièce est adaptée des Deux Jeunes Filles (Las dos doncellas), extraite des Nouvelles exemplaires de Cervantes.

## Postérité
En 1655, la première pièce de Philippe Quinault, Les Rivales, est « un rajeunissement des Deux Pucelles de Rotrou ». Quinault suivait l'exemple de son maître Tristan L'Hermite qui avait adapté Célimène, du même Rotrou, sous le titre d'Amaryllis.